# Diócesis de Ciudad Obregón
La diócesis de Ciudad Obregón (en latín: Dioecesis Civitatis Obregonensis) es una circunscripción eclesiástica de la Iglesia católica en México. Se trata de una diócesis latina, sufragánea de la arquidiócesis de Hermosillo. Desde el 15 de septiembre de 2020 su obispo es Rutilo Felipe Pozos Lorenzini.

## Territorio y organización
La diócesis tiene 88 350 km² y extiende su jurisdicción sobre los fieles católicos de rito latino residentes en el estado de Sonora en 36 municipios de la parte sudoriental.
La sede de la diócesis se encuentra en Ciudad Obregón, en donde se halla la Catedral del Sagrado Corazón de Jesús.
En 2021 en la diócesis existían 69 parroquias agrupadas en 9 decanatos.
- Catedral de Ciudad Obregón, Sagrado Corazón de Jesús.
- Parroquia la Purísima Concepción, Álamos.
- Vicaria Fija Santa Rosalía, Arivechi.
- Parroquia Nuestra Señora de Loreto, Bacadéhuachi.
- Parroquia San Juan Bautista, Bacame Nuevo.
- Parroquia Asunción de la Santisima Virgen María, Bacerac.
- Parroquia Nuestra Señora de Fátima, Bacobampo.
- Parroquia Santa Rosa de Lima, Bácum
- Parroquia María Auxiliadora, Ciudad Obregón.
- Cuasi Parroquia San Judas Tadeo, Ciudad Obregón
- Rectoría Nuestra Señora de Fátima, Ciudad Obregón.
- Parroquia Santuario de Guadalupe, Ciudad Obregón.
- Parroquia Santa Teresita del Niño Jesús, Ciudad Obregón.
- Parroquia Buen Pastor, Ciudad Obregón.
- Vicaria Fija Señor de los Milagros, Ciudad Obregón.
- Rectoría Nuestra Señora del Refugio, Ciudad Obregón.
- Parroquia San José Obrero, Ciudad Obregón.
- Rectoría Cristo Rey, Ciudad Obregón.
- Parroquia Sagrada Familia, Ciudad Obregón.
- Parroquia San Francisco de Asís, Ciudad Obregón.
- Parroquia Nuestra Señora del Rosario, Ciudad Obregón.
- Cuasi-Parroquia San Juan Pablo II, Ciudad Obregón.
- Parroquia Nuestra Señora del Carmen, Ciudad Obregón.
- Vicaria Fija Nuestra Señora de Lourdes, Ciudad Obregón.
- Vicaria Fija María Inmaculada, Ciudad Obregón.
- Parroquia María Madre de la Iglesia, Ciudad Obregón.
- Vicaria Fija Inmaculado Corazón de María, Ciudad Obregón.
- Parroquia Espíritu Santo, Ciudad Obregón.
- Vicaria Fija Nuestra Señora del Perpetuo Socorro, Ciudad Obregón.
- Parroquia Divina Providencia, Ciudad Obregón.
- Capilla Santo Niño de Atocha, Ciudad Obregón.
- Parroquia Nuestra Señora de la Merced, Ciudad Obregón.
- Parroquia San Pablo, Ciudad Obregón.
- Parroquia Padre Celestial, Ciudad Obregón.
- Parroquia Nuestra Señora de Guadalupe, Ciudad Obregón.
- Parroquia Cristo Redentor, Ciudad Obregón.
- Vicaria Fija Nuestra Señora del Rosario, Ciudad Obregón.
- Parroquia Santa María de Guadalupe, Cócorit.
- Parroquia San Ignacio de Loyola, Cohuirimpo.

- Parroquia Nuestra Señora de Guadalupe, Cumpas.
- Vicaria Fija Nuestra Señora de Guadalupe, Melchor Ocampo.
- Vicaria Fija San Isidro Labrador, El Chinal.
- Parroquia Cristo Rey, Empalme.
- Parroquia San José, Empalme.
- Parroquia Purísima Concepción, Esperanza.
- Capilla Nuestra Señora de Guadalupe, Esperanza.
- Parroquia Sagrado Corazón de Jesús, Esperanza.
- Capilla Nuestra Señora de Fátima, Estación Corral.
- Parroquia Inmaculada Concepción, Etchojoa.
- Capilla Espíritu Santo, Loma de Guamúchil.
- Cuasi-Parroquia Santa María de Guadalupe, Etchoropo.
- Vicaria Fija Nuestra Señora de Guadalupe, Fundición.
- Parroquia San Isidro Labrador, Granados.
- Parroquia Espíritu Santo, Heroica Guaymas.
- Vicaria Fija San Francisco de Asís, Heroica Guaymas.
- Vicaria Fija Nuestra Señora del Perpetuo Socorro, Heroica Guaymas.
- Parroquia San Vicente de Paul, Heroica Guaymas.
- Parroquia San Judas Tadeo, Heroica Guaymas.
- Parroquia Nuestra Señora de Guadalupe, Heroica Guaymas.
- Parroquia San Fernando, Heroica Guaymas.
- Parroquia San Francisco Javier, Heroica Guaymas.
- Parroquia Santuario de Guadalupe, Heroica Guaymas.
- Cuasi-Parroquia María Madre Dolorosa, Heroica Guaymas.
- Parroquia Sagrado Corazón de Jesús, Heroica Guaymas.
- Cuasi-Parroquia Medalla Milagrosa, Heroica Guaymas.
- Vicaria Fija San Ignacio de Loyola, Huachinera.
- Parroquia Nuestra Señora de Guadalupe, Huatabampo.
- Parroquia Cristo Rey, Huatabampo.
- Parroquia Nuestra Señora de Fátima, La Atravesada.
- Cuasi-Parroquia Sagrados Corazones de Jesús y María, Manuel Caudillo.
- Parroquia San Isidro Labrador, Marte R. Gómez y Tobarito.
- Vicaria Fija San Miguel Arcángel, Masiaca.
- Vicaria Fija Nuestra Señora de Loreto, Mátape o Villa Pesqueira.
- Parroquia Nuestra Señora de Guadalupe, Mazatán.
- Parroquia Nuestra Señora de la Candelaria, Moctezuma.
- Parroquia Santa María del Perpetuo Socorro, Navojoa.
- Parroquia Santa Martha, Navojoa.
- Parroquia Santa María de Guadalupe, Navojoa.
- Cuasi-Parroquia San Judas Tadeo, Navojoa.
- Parroquia Sagrado Corazón de Jesús, Navojoa.
- Parroquia San José, Navojoa.
- Parroquia Nuestra Señora del Carmen, Navojoa.
- Capilla Templo de la Santísima Trinidad, Pótam.
- Parroquia San Isidro Labrador, Providencia.
- Parroquia San Pedro y San Pablo, Pueblo Yaqui.
- Parroquia Santa Eduwiges, Quetchehueca.
- Vicaria Fija Nuestra Señora de Guadalupe, Quiriego.
- Parroquia Nuestra Señora del Rosario, Rosario Tesopaco.
- Parroquia Nuestra Señora de Guadalupe, Sahuaripa.
- Parroquia San Carlos Borromeo, San Carlos.
- Parroquia Nuestra Señora del Carmen, San Ignacio Río Muerto.
- Parroquia San José, San José de Bácum.
- Parroquia San Pedro Apóstol, San Pedro de la Cueva.
- Parroquia San Ignacio de Loyola, Suaqui Grande.
- Capilla Nuestra Señora de Guadalupe, Tajimaroa.
- Vicaria Fija Inmaculada Concepción, Tónichi.
- Parroquia Nuestra Señora de Guadalupe, Vícam Switch.
- Parroquia San Isidro Labrador, Villa Juárez.
- Parroquia Nuestra Señora del Carmen, Yavaros.
- Parroquia Nuestra Señora de Guadalupe. Yécora.

## Historia
La diócesis fue erigida el 20 de junio de 1959 con la bula Cum petiisset del papa Juan XXIII, obteniendo el territorio de la diócesis de Sonora (hoy arquidiócesis de Hermosillo).
Originalmente sufragánea de la arquidiócesis de Chihuahua, pasó a formar parte de la provincia eclesiástica de la arquidiócesis de Hermosillo el 13 de julio de 1963.
El 25 de abril de 1966 cedió una parte de su territorio para la erección de la prelatura territorial de Madera (hoy diócesis de Cuauhtémoc-Madera) mediante la bula In Christi similitudinem del papa Pablo VI.
El 7 de octubre de 1982, como consecuencia del decreto Quo aptius de la Congregación para los Obispos, amplió su jurisdicción con el municipio de Yécora, que pertenecía a la prelatura territorial de Madera.

## Estadísticas
Según el Anuario Pontificio 2022 la diócesis tenía a fines de 2021 un total de 1 177 755 fieles bautizados.
| Año                                                                             | Población | Población | Población      | Sacerdotes | Sacerdotes | Sacerdotes | Católicos por sacerdote | Diáconos permanentes | Religiosos | Religiosos | Parroquias y cuasiparroquias |
| Año                                                                             | Católicos | Total     | % de católicos | Total      | Diocesanos | Regulares  | Católicos por sacerdote | Diáconos permanentes | Masculinos | Femeninos  | Parroquias y cuasiparroquias |
| ------------------------------------------------------------------------------- | --------- | --------- | -------------- | ---------- | ---------- | ---------- | ----------------------- | -------------------- | ---------- | ---------- | ---------------------------- |
| 1965                                                                            | 400 000   | 400 000   | 100.0          | 40         | 27         | 13         | 10 000                  |                      | 31         | 134        | 23                           |
| 1968                                                                            | 493 587   | 500 000   | 98.7           | 45         | 30         | 15         | 10 968                  |                      | 29         | 166        | 23                           |
| 1976                                                                            | 605 000   | 625 000   | 96.8           | 52         | 43         | 9          | 11 634                  |                      | 22         | 156        | 29                           |
| 1980                                                                            | 776 000   | 828 000   | 93.7           | 61         | 52         | 9          | 12 721                  | 1                    | 27         | 156        | 27                           |
| 1990                                                                            | 1 080 000 | 1 152 000 | 93.8           | 86         | 67         | 19         | 12 558                  | 1                    | 33         | 145        | 51                           |
| 1999                                                                            | 1 552 000 | 1 750 000 | 88.7           | 105        | 79         | 26         | 14 780                  | 1                    | 36         | 105        | 50                           |
| 2000                                                                            | 1 552 000 | 1 750 000 | 88.7           | 108        | 82         | 26         | 14 370                  | 1                    | 36         | 105        | 50                           |
| 2001                                                                            | 835 000   | 950 000   | 87.9           | 121        | 107        | 14         | 6900                    | 1                    | 29         | 90         | 56                           |
| 2002                                                                            | 830 000   | 955 000   | 86.9           | 121        | 104        | 17         | 6859                    | 1                    | 27         | 138        | 56                           |
| 2003                                                                            | 845 000   | 980 000   | 86.2           | 132        | 115        | 17         | 6401                    | 1                    | 27         | 155        | 58                           |
| 2004                                                                            | 862 000   | 999 600   | 86.2           | 129        | 113        | 16         | 6682                    | 1                    | 25         | 168        | 58                           |
| 2006                                                                            | 889 000   | 1 031 000 | 86.2           | 133        | 116        | 17         | 6684                    | 1                    | 33         | 157        | 58                           |
| 2013                                                                            | 946 000   | 1 098 000 | 86.2           | 133        | 118        | 15         | 7112                    |                      | 29         | 134        | 65                           |
| 2016                                                                            | 1 120 000 | 1 400 000 | 80.0           | 123        | 109        | 14         | 9105                    |                      | 27         | 136        | 68                           |
| 2019                                                                            | 1 167 500 | 1 535 000 | 76.1           | 124        | 107        | 17         | 9415                    |                      | 28         | 127        | 69                           |
| 2021                                                                            | 1 177 755 | 1 573 600 | 74.8           | 122        | 106        | 16         | 9653                    |                      | 25         | 121        | 69                           |
| Fuente: Catholic-Hierarchy, que a su vez toma los datos del Anuario Pontificio. |           |           |                |            |            |            |                         |                      |            |            |                              |

## Episcopologio
- José Soledad Torres Castañeda † (28 de noviembre de 1959-4 de marzo de 1967 falleció)
- Miguel González Ibarra † (15 de julio de 1967-14 de noviembre de 1981 renunció)
- Luis Reynoso Cervantes † (15 de julio de 1982-17 de agosto de 1987 nombrado obispo de Cuernavaca)
- Vicente García Bernal † (30 de marzo de 1988-8 de noviembre de 2005 retirado)
- Juan Manuel Mancilla Sánchez (8 de noviembre de 2005-18 de junio de 2009 nombrado obispo de Texcoco)
- Felipe Padilla Cardona (1 de octubre de 2009-15 de septiembre de 2020 retirado)
- Rutilo Felipe Pozos Lorenzini, desde el 15 de septiembre de 2020